# Batalla de Golpejera
La batalla de Golpejera tuvo lugar el 11 de enero de 1072 y enfrentó a los ejércitos del rey de Castilla, Sancho II, y de su hermano el rey de León, Alfonso VI, aspirantes al trono de su padre, Fernando I, en un paraje llamado Golpejera, situado desde la Crónica Najerense cerca de Carrión de los Condes.
Es uno de los episodios más conocidos de las guerras fratricidas desencadenadas tras la muerte de Fernando I por su decisión de dividir sus reinos entre sus hijos Sancho (Castilla), Alfonso (Léon), García (Galicia), Elvira (Toro) y Urraca (Zamora). Tras un primer enfrentamiento en 1069 entre Sancho de Castilla y Alfonso de León en la llamada batalla de Llantada (en realidad, de Lantada, cerca de Lantadilla, Palencia), los dos reyes se volvieron a encontrar tres años más tarde en los campos de Golpejera, en un combate mucho más decisivo que culminó con la derrota y prisión de Alfonso VI a manos de las tropas de Sancho y el portaestandarte Rodrigo Díaz de Vivar “El Cid”. Aherrojado, Alfonso VI fue conducido hasta Burgos y posteriormente desterrado a Toledo. Los sucesos que desencadenaron el desenlace de estas guerras fratricidas son el sitio de Zamora y la muerte ["alevosa" para los castellanos (y la Corona castellana) y "en legitima defensa" para los leoneses (y la Corona leonesa), en interpretación de Iglesias Carreño] de Sancho II de Castilla a manos de Vellido Dolfos, con la reincorporación de Castilla al reino de León, tras su efímera independencia, bajo el cetro de Alfonso, tornado del exilio toledano.
Los primeros documentos sobre esta batalla, escritos en la primera mitad del s. XII,  son la Crónica de Pelayo de Oviedo y la Historia de Rodrigo el Campeador.
Parece que, de las aportaciones documentales, podría darse la situación de la existencia de una Golpejera I (que transcurre según las normas de guerra de la época, donde podría haber salido victorioso Alfonso VI de León) y una Golpejera II, subsiguiente a la anterior (que ya no transcurre según las normas de guerra de la época, donde podría haber salido victorioso Sancho II de Castilla) y que habría tenido ocasión durante el descanso (y/o nocturnidad) siguiente al desarrollo de la Golpejera I ganada por el ejército de la Corona leonesa, en interpretación del profesor Iglesias Carreño.
Ambas reseñan de forma muy escueta el acontecimiento, destacando respectivamente la captura de Alfonso VI y la intervención del Cid como portaestandarte castellano. La Crónica Najerense, escrita ya en el último cuarto del s. XII, ofrece un relato mucho más rico y de estructura literaria, de corte más ejemplarizante que épico y, en todo caso, concebido para mayor gloria de Rodrigo Díaz de Vivar. Ya en el s. XIII, el Cronicón de Lucas de Tuy y la Historia de España de Rodrigo Jiménez de Rada ofrecen un relato de Golpejera lleno de pormenores nuevos, procedentes en ambos casos de una única fuente, esta sí de inequívoco sabor épico que podría ser el perdido Cantar del rey Sancho. En la siguiente centuria, Alfonso X en su Primera Historia General de España sintetizó el relato de las crónicas de Lucas de Tuy y Rodrigo Jiménez de Rada, fundiendo en ellas algunos detalles de la Najerense, y quedando como modelo para las crónicas posteriores, así como para los romances (Entre dos reyes cristianos y Don Sancho reina en Castilla) y demás obras literarias, ya muy posteriores, que reflejaron el suceso.
Los escenarios del acontecimiento, localizados sin más precisiones en las cercanías de Carrión de los Condes desde la Crónica Najerense, fueron reducidos por el historiador Prudencio de Sandoval a un paraje llamado Villaverde de Valpellage (nombre corrompido de Golpejera, según Sandoval), a unas cinco leguas al SO de Carrión. La localización de Sandoval, generalmente aceptada y particularmente refrendada por la autoridad de Menéndez Pidal, ha sido contestada recientemente en un estudio de José M.ª Anguita y Lourdes Burgos, que sitúan la batalla de Golpejera en los términos actuales de Villarmentero de Campos y Lomas.
La nueva localización se basa en un conjunto de microtopónimos perpetuados por la tradición local y que conforman todo un paisaje toponomástico, reflejo de los escenarios y lances de la batalla, según el relato canonizado por Alfonso X. Así, aparte de una Golpejera hoy deformada en Botijera (pero documentada como Golpexera todavía en 1554), hay hasta tres topónimos que recuerdan un incidente bélico de carácter cruento (La Reyerta, La Matanza y La Mortera), otro que refleja un elemento de gran importancia en el relato, como son las tiendas abandonadas por los castellanos en la primera jornada de la batalla y donde sorprendieron dormidos a los leoneses al día siguiente (Las Tiendas), y finalmente un hodónimo que recuerda la prisión de Alfonso VI y su conducción hasta Burgos aherrojado (La Senda del Obligado). El estudio también propone que el crucero de Villarmentero sería un recordatorio del acontecimiento para los transeúntes del Camino Francés. De hecho, aunque hoy se alza en medio del cereal, en su momento estuvo enclavado en la antigua vía pública.